# Triepeolus alvarengai
Triepeolus alvarengai är en biart som beskrevs av Jesus Santiago Moure 1955. Triepeolus alvarengai ingår i släktet Triepeolus och familjen långtungebin. Inga underarter finns listade i Catalogue of Life.